# Meleagridinae

Meleagridinae, potporodica ptica, dio porodice fazanki, reda   kokoški. Sastoji se od jednog roda, Meleagris (purani), s dvjema vrstama: Meleagris ocellata i Meleagris gallopavo.